# Élections régionales de 2023 en Hesse
Les élections régionales de 2023 en Hesse (en allemand : Landtagswahl in Hessen 2023) se tiennent le 8 octobre 2023, afin d'élire les 110 députés de la 21e législature du Landtag, pour un mandat de cinq ans.
Le scrutin est une victoire pour l'Union chrétienne-démocrate d'Allemagne (CDU) qui connaît une nette progression, ainsi que pour l'AfD (AfD), qui se hisse à la deuxième place pour la première fois en Hesse. A l'inverse, le Parti social-démocrate d'Allemagne (SPD), l'Alliance 90/Les Verts (Grünen) et le Parti libéral-démocrate (FDP) subissent un recul dans ce qui est perçu comme un revers pour la coalition qu'ils forment à eux trois au niveau fédéral. 
Fort de la victoire de la CDU, le ministre-président Boris Rhein décide de mettre fin à la coalition l'unissant aux Verts, et forme un nouveau gouvernement régional avec le SPD.

## Contexte

### Élections de 2018
Les élections précédentes en 2018 sont marquées par de très importantes pertes pour la CDU au pouvoir et le SPD, alors premier parti d'opposition mais allié de la CDU au niveau fédéral au sein du Cabinet Merkel IV. Le désaveu des électeurs envers ces deux formations, qui s'ajoute à celui quinze jours plus tôt en Bavière, pousse la chancelière Angela Merkel a annoncer son futur retrait de la vie politique, effectif en 2021.
Partenaires de la coalition gouvernementale depuis cinq ans, les Grünen prennent de très peu la deuxième place tandis que l'AfD entre dans le dernier Parlement allemand où elle ne siégeait pas encore. Près de trois mois après la tenue des élections, le ministre-président Volker Bouffier est reconduit à la tête d'une nouvelle coalition noire-verte réunissant CDU et Grünen.

### Changement de ministre-président
Le 25 février 2022, Volker Bouffier annonce, à l'occasion d'une réunion de la fédération de la CDU de Hesse qu'il préside, son intention de démissionner de ses fonctions le 31 mai suivant. Le président du Landtag, Boris Rhein, fait figure de favori à sa succession, bien que le ministre de l'Éducation, Ralph Alexander Lorz (de), ait fait part dans le passé de sa disponibilité face à un tel cas de figure.
Effectivement choisi par la CDU pour prendre la succession de Bouffier, Rhein se soumet au vote d'investiture des députés le 31 mai, et l'emporte par 74 voix pour et 62 contre, soit cinq voix de plus que le total de la coalition qui le soutient.

## Mode de scrutin
Le Landtag est constitué de 110 députés (en allemand : Mitglied des Landtags, MdL), élus pour une législature de cinq ans au suffrage universel direct et suivant le scrutin proportionnel de Hare.
Chaque électeur dispose de deux voix : la première (Wahlkreisstimme) lui permet de voter pour un candidat de sa circonscription selon les modalités du scrutin uninominal majoritaire à un tour, le Land comptant un total de 55 circonscriptions ; la seconde voix (Landesstimme) lui permet de voter en faveur d'une liste de candidats présentée par un parti au niveau du Land.
Lors du dépouillement, l'intégralité des 110 sièges est répartie proportionnellement aux secondes voix entre les partis ayant remporté au moins 5 % des suffrages exprimés au niveau du Land. Si un parti a remporté des mandats au scrutin uninominal, ses sièges sont d'abord pourvus par ceux-ci.
Dans le cas où un parti obtient plus de mandats au scrutin uninominal que la proportionnelle ne lui en attribue, il conserve ces mandats supplémentaires et la taille du Landtag est augmentée par des mandats complémentaires distribués aux autres partis pour rétablir une composition proportionnelle aux secondes voix.

## Campagne
Lors d'un congrès régional réuni à Melsungen le 8 octobre 2022, le président du groupe parlementaire et coprésident régional de l'Alternative pour l'Allemagne (AfD), Robert Lambrou (de), est investi chef de file électoral par 78 % des voix. La deuxième place de la liste revient à l'autre coprésident, Andreas Lichert (de), ancien membre du courant radical officiellement dissous Der Flügel.
Le 3 décembre 2022, le congrès régional du Parti libéral-démocrate (FDP) désigne le porte-parole parlementaire pour l'économie et les transports, Stefan Naas, chef de file électoral. Il recueille 93 % des voix parmi les 300 délégués, rassemblés à Wetzlar. Il annonce vouloir faire de l'économie et l'éducation les axes centraux de son discours, et annonce qu'il ne concentrera pas sa campagne uniquement sur l'obtention de secondes voix. Il est soutenu dans cette stratégie par la présidente régionale du parti et ministre fédérale de l'Éducation, Bettina Stark-Watzinger.
Lors d'une réunion à Friedewald le 3 février 2023, le comité exécutif et le comité directeur du Parti social-démocrate (SPD) de Hesse investissent, à l'unanimité, la présidente régionale du parti et ministre fédérale de l'Intérieur, Nancy Faeser comme cheffe de file électorale. Celle-ci indique, s'appuyant notamment sur l'exemple de Manfred Kanther en 1995, qu'elle continuera de siéger au gouvernement fédéral en cas de défaite. Elle déclare vouloir axer sa campagne sur les salaires et le développement du secteur industriel.
L'Alliance 90/Les Verts (Grünen) réunit le 25 février 2023 à Wetzlar un congrès pour désigner son chef de file électoral. Les quelque 1 000 délégués choisissent le vice-ministre-président Tarek Al-Wazir, mais celui-ci occupe la deuxième place sur la liste régionale. Les statuts réservant en effet les places impaires à des femmes, la première position est confiée à la ministre de la Science, Angela Dorn (de).
Le comité exécutif régional de Die Linke propose le 27 février 2023, à l'unanimité, que la campagne électorale du parti soit conduite par les coprésidents du groupe parlementaire au Landtag, Elisabeth Kula (de) et Jan Schalauske (de). Le congrès régional, réuni à Flörsheim am Main, ratifie cette proposition le 22 avril : Elisabeth Kula obtient 86,4 % des voix pour occuper la première place, écrasant sa concurrente Anja Kerstin Meier Lercher, tandis que Jan Schalauske recueille 85,2 % des suffrages pour la deuxième.
Le congrès régional de l'Union chrétienne-démocrate d'Allemagne (CDU) désigne le 24 juin 2023 le ministre-président sortant, Boris Rhein, comme candidat aux élections régionales. Réunis à Darmstadt, les délégués lui accordent leur investiture avec 100 % des suffrages exprimés.

### Principaux partis et chefs de file
| Parti | Parti                                                                              | Idéologie                                                                   | Chef de file                                    | Résultats de 2018          |
| ----- | ---------------------------------------------------------------------------------- | --------------------------------------------------------------------------- | ----------------------------------------------- | -------------------------- |
|       | Union chrétienne-démocrate d'Allemagne Christlich Demokratische Union Deutschlands | Centre droit Démocratie chrétienne, libéral-conservatisme                   | Boris Rhein (Ministre-président)                | 27 % des voix 40 députés   |
|       | Alliance 90/Les Verts Bündnis 90/Die Grünen                                        | Centre gauche Écologie politique, progressisme                              | Tarek Al-Wazir (Ministre de l'Économie)         | 19,8 % des voix 29 députés |
|       | Parti social-démocrate d'Allemagne Sozialdemokratische Partei Deutschlands         | Centre gauche Social-démocratie, troisième voie, progressisme               | Nancy Faeser (Ministre fédérale de l'Intérieur) | 19,8 % des voix 29 députés |
|       | Alternative pour l'Allemagne Alternative für Deutschland                           | Droite à extrême droite Euroscepticisme, national-conservatisme, populisme  | Robert Lambrou (de)                             | 13,1 % des voix 19 députés |
|       | Parti libéral-démocrate Freie Demokratische Partei                                 | Centre droit à droite Libéralisme, libéralisme économique                   | Stefan Naas                                     | 7,5 % des voix 11 députés  |
|       | Die Linke La Gauche                                                                | Extrême gauche à gauche Socialisme démocratique, anticapitalisme, populisme | Elisabeth Kula (de) et Jan Schalauske (de)      | 6,3 % des voix 9 députés   |

### Sondages
| Institut                | Date       | CDU    | SPD    | Grünen | FDP   | Linke | AfD    | FW    |
| ----------------------- | ---------- | ------ | ------ | ------ | ----- | ----- | ------ | ----- |
| Institut                | Date       |        |        |        |       |       |        |       |
| Forschungsgruppe Wahlen | 05/10/2023 | 32 %   | 17 %   | 17 %   | 5 %   | 3 %   | 16 %   | 4 %   |
| INSA                    | 04/10/2023 | 31 %   | 16 %   | 16 %   | 5 %   | 4 %   | 16 %   | 5 %   |
| Forschungsgruppe Wahlen | 29/09/2023 | 32 %   | 17 %   | 17 %   | 5 %   | 3 %   | 16 %   | 4 %   |
| Infratest dimap         | 28/09/2023 | 31 %   | 16 %   | 17 %   | 6 %   | 4 %   | 15 %   | 4 %   |
| Infratest dimap         | 14/09/2023 | 31 %   | 18 %   | 17 %   | 5 %   | 3 %   | 17 %   | 3 %   |
| INSA                    | 13/09/2023 | 29 %   | 20 %   | 19 %   | 6 %   | 3 %   | 15 %   | 4 %   |
| Forschungsgruppe Wahlen | 08/09/2023 | 30 %   | 19 %   | 19 %   | 6 %   | 3 %   | 16 %   | –     |
| Forschungsgruppe Wahlen | 25/08/2023 | 31 %   | 20 %   | 18 %   | 6 %   | 3 %   | 15 %   | –     |
| INSA                    | 16/06/2023 | 29 %   | 22 %   | 18 %   | 7 %   | 4 %   | 13 %   | 3 %   |
| INSA                    | 04/05/2023 | 30 %   | 21 %   | 20 %   | 7 %   | 4 %   | 12 %   | 3 %   |
| Infratest dimap         | 14/03/2023 | 32 %   | 20 %   | 22 %   | 5 %   | 3 %   | 11 %   | –     |
| Infratest dimap         | 19/10/2022 | 27 %   | 22 %   | 22 %   | 6 %   | 3 %   | 12 %   | –     |
| INSA                    | 12/04/2022 | 24 %   | 24 %   | 19 %   | 8 %   | 5 %   | 10 %   | 3 %   |
| Infratest dimap         | 04/03/2022 | 27 %   | 24 %   | 20 %   | 9 %   | 5 %   | 7 %    | –     |
| INSA                    | 22/10/2021 | 20 %   | 26 %   | 20 %   | 11 %  | 5 %   | 11 %   | 3 %   |
| Infratest dimap         | 25/02/2021 | 32 %   | 17 %   | 21 %   | 7 %   | 6 %   | 10 %   | –     |
| Infratest dimap         | 09/12/2020 | 34 %   | 19 %   | 22 %   | 7 %   | 5 %   | 8 %    | –     |
| INSA                    | 03/11/2020 | 30 %   | 18 %   | 19 %   | 6 %   | 9 %   | 11 %   | –     |
| Infratest dimap         | 14/05/2020 | 36 %   | 18 %   | 20 %   | 7 %   | 4 %   | 10 %   | –     |
| Infratest dimap         | 17/02/2020 | 26 %   | 16 %   | 25 %   | 7 %   | 8 %   | 12 %   | –     |
| INSA                    | 24/12/2019 | 26 %   | 16 %   | 23 %   | 8 %   | 9 %   | 13 %   | 3 %   |
| Infratest dimap         | 26/04/2019 | 27 %   | 19 %   | 21 %   | 9 %   | 6 %   | 13 %   | –     |
|                         |            |        |        |        |       |       |        |       |
| Dernières élections     | 28/10/2018 | 27,0 % | 19,8 % | 19,8 % | 7,5 % | 6,3 % | 13,1 % | 3,0 % |

## Résultats

### Voix et sièges
|                        |                                              |                                              |                  |                  |                  |                  |           |       |       |        |              |               |
| Partis                 | Partis                                       | Partis                                       | Circonscriptions | Circonscriptions | Circonscriptions | Circonscriptions | Liste     | Liste | Liste | Liste  | Total sièges | +/-           |
| Partis                 | Partis                                       | Partis                                       | Votes            | %                | Sièges           | +/−              | Votes     | %     | +/−   | Sièges | Total sièges | +/-           |
|                        | Union chrétienne-démocrate d'Allemagne (CDU) | Union chrétienne-démocrate d'Allemagne (CDU) | 997 602          | 35,55            | 52               | 12               | 972 595   | 34,58 | 7,62  | 0      | 52           | 12            |
|                        | Alternative pour l'Allemagne (AfD)           | Alternative pour l'Allemagne (AfD)           | 490 828          | 17,49            | 0                | en stagnation    | 518 674   | 18,44 | 5,30  | 28     | 28           | 9             |
|                        | Parti social-démocrate d'Allemagne (SPD)     | Parti social-démocrate d'Allemagne (SPD)     | 512 229          | 18,26            | 0                | 10               | 424 487   | 15,09 | 4,71  | 23     | 23           | 6             |
|                        | Alliance 90/Les Verts (Grünen)               | Alliance 90/Les Verts (Grünen)               | 397 532          | 14,17            | 3                | 2                | 415 888   | 14,79 | 4,98  | 19     | 22           | 7             |
|                        | Parti libéral-démocrate (FDP)                | Parti libéral-démocrate (FDP)                | 137 268          | 4,89             | 0                | en stagnation    | 141 608   | 5,03  | 2,46  | 8      | 8            | 3             |
|                        | Électeurs libres (FW)                        | Électeurs libres (FW)                        | 130 987          | 4,67             | 0                | en stagnation    | 98 256    | 3,49  | 0,53  | 0      | 0            | en stagnation |
|                        | Die Linke (Linke)                            | Die Linke (Linke)                            | 90 529           | 3,23             | 0                | en stagnation    | 86 821    | 3,09  | 3,20  | 0      | 0            | 9             |
|                        | Parti de protection des animaux (Tierschutz) | Parti de protection des animaux (Tierschutz) | 5 181            | 0,18             | 0                | en stagnation    | 43 339    | 1,54  | 0,56  | 0      | 0            | en stagnation |
|                        | Volt Allemagne (Volt)                        | Volt Allemagne (Volt)                        | 13 707           | 0,49             | 0                | en stagnation    | 27 576    | 0,98  | Nv    | 0      | 0            | en stagnation |
|                        | Die PARTEI (PARTEI)                          | Die PARTEI (PARTEI)                          | 18 598           | 0,66             | 0                | en stagnation    | 23 651    | 0,84  | 0,20  | 0      | 0            | en stagnation |
|                        | Autres                                       | Autres                                       | 10 490           | 0,37             | 0                | en stagnation    | 57 430    | 2,04  | –     | 0      | 0            | en stagnation |
|                        |                                              |                                              |                  |                  |                  |                  |           |       |       |        |              |               |
| Votes valides          | Votes valides                                | Votes valides                                | 2 805 895        | 98,17            |                  |                  | 2 812 560 | 98,41 |       |        |              |               |
| Votes blancs et nuls   | Votes blancs et nuls                         | Votes blancs et nuls                         | 52 198           | 1,83             | 45 533           | 1,59             |           |       |       |        |              |               |
| Total                  | Total                                        | Total                                        | 2 858 093        | 100              | 55               | en stagnation    | 2 858 093 | 100   | –     | 78     | 133          | 4             |
| Abstentions            | Abstentions                                  | Abstentions                                  | 1 473 849        | 34,02            |                  |                  | 1 473 849 | 34,02 |       |        |              |               |
| Inscrits/Participation | Inscrits/Participation                       | Inscrits/Participation                       | 4 331 942        | 65,98            | 4 331 942        | 65,98            |           |       |       |        |              |               |

## Analyse et conséquences
Le scrutin est une victoire pour l'Union chrétienne-démocrate d'Allemagne (CDU) qui connaît une nette progression, ainsi que pour l'Alternative pour l'Allemagne (AfD), qui se hisse à la deuxième place pour la première fois en Hesse. Fort de la victoire de la CDU, le ministre-président Boris Rhein annonce le 10 novembre mettre fin à la coalition l'unissant aux Verts, et le début de négociations avec le SPD, auxquelles le comité régional donne son accord à l'unanimité,.
Le scrutin est une lourde défaite pour le Parti social-démocrate d'Allemagne (SPD), l'Alliance 90/Les Verts (Grünen) et le Parti libéral-démocrate (FDP) qui composent le cabinet Scholz au niveau fédéral et qui connaissent tous les trois un net recul, le FDP franchissant de justesse le seuil électoral. La défaite de ces partis intervient en parallèle d'une hausse de la popularité de l'AfD, qui se hisse depuis plusieurs mois en seconde place des sondages d'opinion au niveau fédéral,,.